# 圣马丹德耶
圣马丹德耶（法語：Saint-Martin-d'Heuille，法語發音：[sɛ̃ maʁtɛ̃ dœj]）是法国涅夫勒省的一个市镇，位于该省西南部，属于讷韦尔区。

## 地理
圣马丹德耶（47°3'17"N, 3°13'34"E）面积13.36 平方千米，位于法国勃艮第-弗朗什-孔泰大區涅夫勒省，该省份为法国中部省份，北至约讷省，西北接卢瓦雷省，西接谢尔省，南至阿列省，东南接索恩-卢瓦尔省，东临科多尔省。
与圣马丹德耶接壤的市镇（或旧市镇、城区）包括：库朗日莱讷韦尔、蒙蒂尼欧萨莫涅、于尔济、沃达莫涅。
圣马丹德耶的时区为UTC+01:00、UTC+02:00（夏令时）。

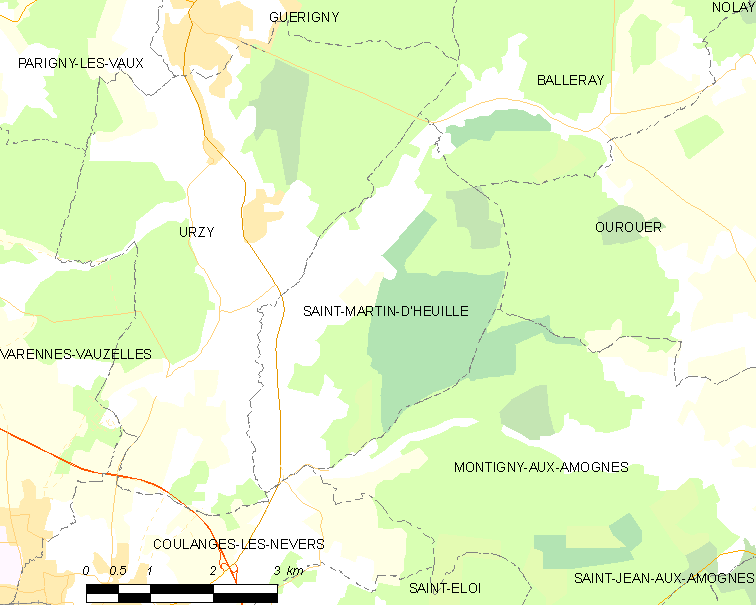
圣马丹德耶的OSM定位图

## 行政
圣马丹德耶的邮政编码为58130，INSEE市镇编码为58254。

## 政治
圣马丹德耶所属的省级选区为盖里尼县。

## 交通
涅夫勒省省道D148线和D977线在境内交汇。

## 人口

1962-2008年间圣马丹德耶人口变化图示

圣马丹德耶于2022年1月1日时的人口数量为556人。